# Parmeliella coerulescens
Parmeliella coerulescens är en lavart som beskrevs av Müll. Arg. Parmeliella coerulescens ingår i släktet Parmeliella och familjen Pannariaceae.   Inga underarter finns listade i Catalogue of Life.